# Юго-Западные железные дороги

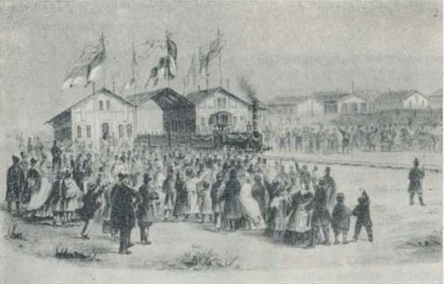
Открытие железной дороги Одесса — Балта в 1865 году. Литография.

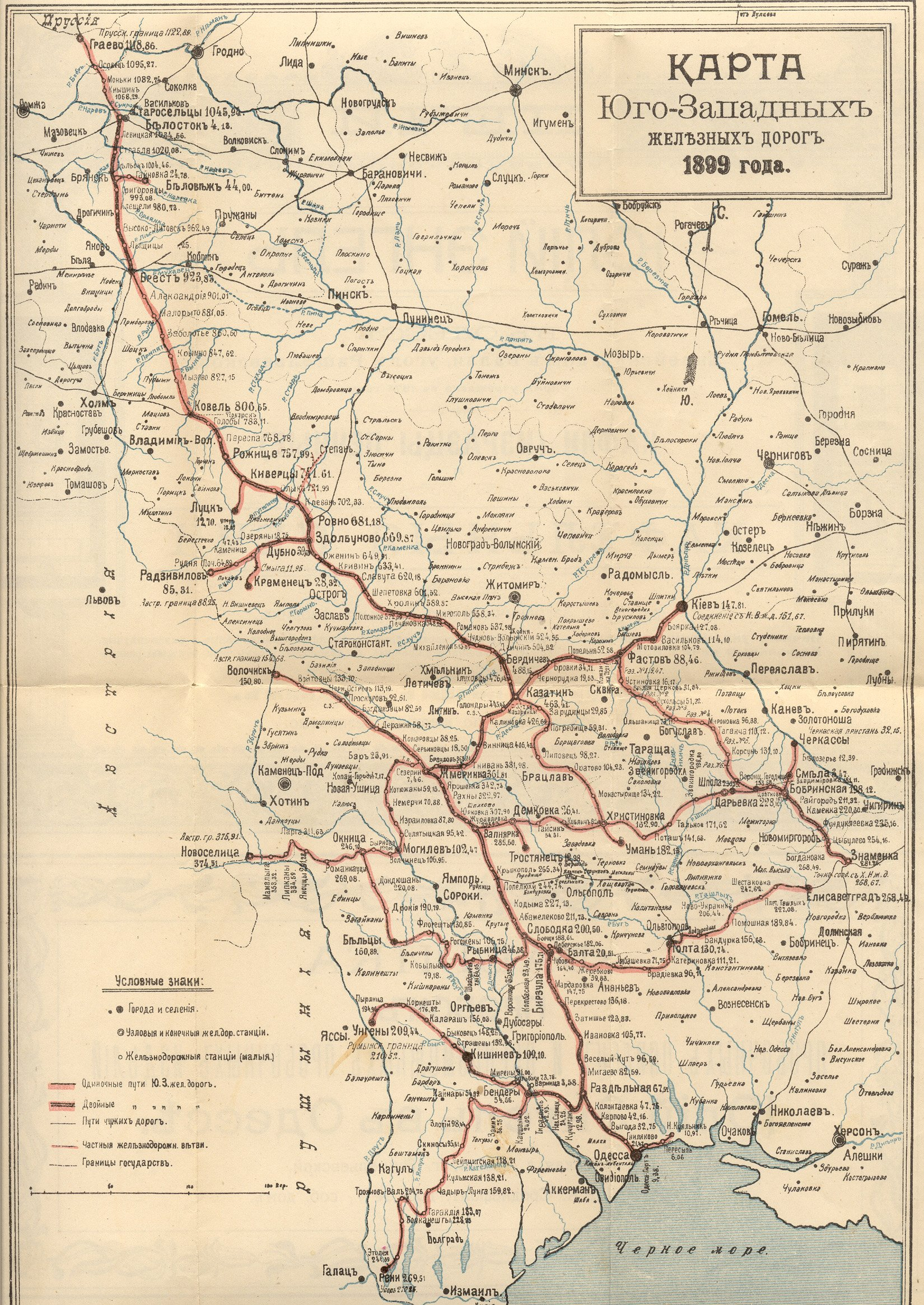
Схема Юго-Западных железных дорог России, 1899 года.

Юго-Западные железные дороги — акционерное общество в Российской империи.
На 1 января 1903 года стоимость Юго-Западных железных дорог, без подвижного состава, поставленного на дороги за время казённой эксплуатации, была определена в 421 000 000 рублей. На 1909 год паровозов 1 343 штуки, пассажирских вагонов 1 327 штук, товарных вагонов 28 484 штуки.

## История
Общество Юго-Западных железных дорог образовано в 1878 году путём слияния обществ Киево-Брестской (1871 год), Бресто-Граевской (1871 год) и Одесской (1874 год) железных дорог.
В 1888 году Обществу ЮЗЖД было разрешено сооружение Уманских ветвей, а в 1889 году — Новоселицких.
Линии общества проходили через Одессу, Кишинёв, Бирзулу, Балту, Жмеринку, Казатин, Елисаветград и многие другие города России. Протяжённость — 1 046 вёрст (1 280 километров). 1 января 1895 года выкуплены в казну.
В настоящее время бо́льшая часть участков относится к железным дорогам Украины.

## Линии
Существовали следующие линии Ж/Д:
- Одесса — Ковель, с ветками Здолбуново — Радзивиллов и Кременец, Казатин — Киев, Казатин — Умань, Жмеринка — Волочиск, Жмеринка — Окница, Вапнярка — Шпола, Слободка — Новоселицы, Раздельная — Унгены и Рени;
- Бирзула — Знаменка — Фастов, с веткой Бобринская — Черкассы;
- Киев — Ковель, с ветками Коростень — Шепетовка — Каменец-Подольский и Гусятин и Сарны — Ровно

| Юго-Западные (1895 год) | Юго-Западные (1882 год) | Юго-Западные (1880 год)      | Одесская (1874 год)         | Одесско-Балтская (1865 год) |
| Юго-Западные (1895 год) | Юго-Западные (1882 год) | Юго-Западные (1880 год)      | Одесская (1874 год)         | Одесская портовая           |
| Юго-Западные (1895 год) | Юго-Западные (1882 год) | Юго-Западные (1880 год)      | Одесская (1874 год)         | Кишинёвская (1873 год)      |
| Юго-Западные (1895 год) | Юго-Западные (1882 год) | Юго-Западные (1880 год)      | Киево-Брестская (1871 год)  | Киево-Брестская (1870 год)  |
| Юго-Западные (1895 год) | Юго-Западные (1882 год) | Юго-Западные (1880 год)      | Киево-Брестская (1871 год)  | Киево-Балтская (1869 год)   |
| Юго-Западные (1895 год) | Юго-Западные (1882 год) | Юго-Западные (1880 год)      | Бресто-Граевская (1873 год) |                             |
| Юго-Западные (1895 год) | Юго-Западные (1882 год) | Бендеро-Галацкая (1877 год)  |                             |                             |
| Юго-Западные (1895 год) | Юго-Западные (1882 год) | Брестско-Одесская (1879 год) |                             |                             |
| Юго-Западные (1895 год) | Фастовская (1876 год)   |                              |                             |                             |